# Barco (Covilhã)
Barco is een plaats (freguesia) in de Portugese gemeente Covilhã en telt 576 inwoners (2001).